# Chanteloup-les-Bois
Pour les articles homonymes, voir Chanteloup et Bois (communes).
Chanteloup-les-Bois est une commune française située dans le département de Maine-et-Loire, en région Pays de la Loire.

## Géographie

### Localisation
Commune angevine des Mauges, Chanteloup-les-Bois se situe au nord-est de la ville de Cholet, sur les routes D 158, Toutlemonde - La Plaine, et D 196 Coron - Maulévrier.

### Climat
Pour des articles plus généraux, voir Climat des Pays de la Loire et Climat de Maine-et-Loire.
En 2010, le climat de la commune est de type climat océanique altéré, selon une étude du CNRS s'appuyant sur une série de données couvrant la période 1971-2000. En 2020, Météo-France publie une typologie des climats de la France métropolitaine dans laquelle la commune est exposée à un climat océanique et est dans une zone de transition entre les régions climatiques « Bretagne orientale et méridionale, Pays nantais, Vendée » et « Moyenne vallée de la Loire ».
Pour la période 1971-2000, la température annuelle moyenne est de 11,4 °C, avec une amplitude thermique annuelle de 14,5 °C. Le cumul annuel moyen de précipitations est de 800 mm, avec 12,2 jours de précipitations en janvier et 6,5 jours en juillet. Pour la période 1991-2020, la température moyenne annuelle observée sur la station météorologique de Météo-France la plus proche, sur la commune de Cholet à 15 km à vol d'oiseau, est de 12,3 °C et le cumul annuel moyen de précipitations est de 772,5 mm,. Pour l'avenir, les paramètres climatiques de la commune estimés pour 2050 selon différents scénarios d'émission de gaz à effet de serre sont consultables sur un site dédié publié par Météo-France en novembre 2022.

## Urbanisme

### Typologie
Au 1er janvier 2024, Chanteloup-les-Bois est catégorisée commune rurale à habitat dispersé, selon la nouvelle grille communale de densité à sept niveaux définie par l'Insee en 2022.
Elle est située hors unité urbaine. Par ailleurs la commune fait partie de l'aire d'attraction de Cholet, dont elle est une commune de la couronne,. Cette aire, qui regroupe 26 communes, est catégorisée dans les aires de 50 000 à moins de 200 000 habitants,.

### Occupation des sols
L'occupation des sols de la commune, telle qu'elle ressort de la base de données européenne d’occupation biophysique des sols Corine Land Cover (CLC), est marquée par l'importance des territoires agricoles (55,1 % en 2018), une proportion sensiblement équivalente à celle de 1990 (55,3 %). La répartition détaillée en 2018 est la suivante : 
forêts (42,6 %), zones agricoles hétérogènes (24,1 %), terres arables (19,7 %), prairies (11,2 %), zones urbanisées (1,2 %), eaux continentales (1,1 %). L'évolution de l’occupation des sols de la commune et de ses infrastructures peut être observée sur les différentes représentations cartographiques du territoire : la carte de Cassini (XVIIIe siècle), la carte d'état-major (1820-1866) et les cartes ou photos aériennes de l'IGN pour la période actuelle (1950 à aujourd'hui).

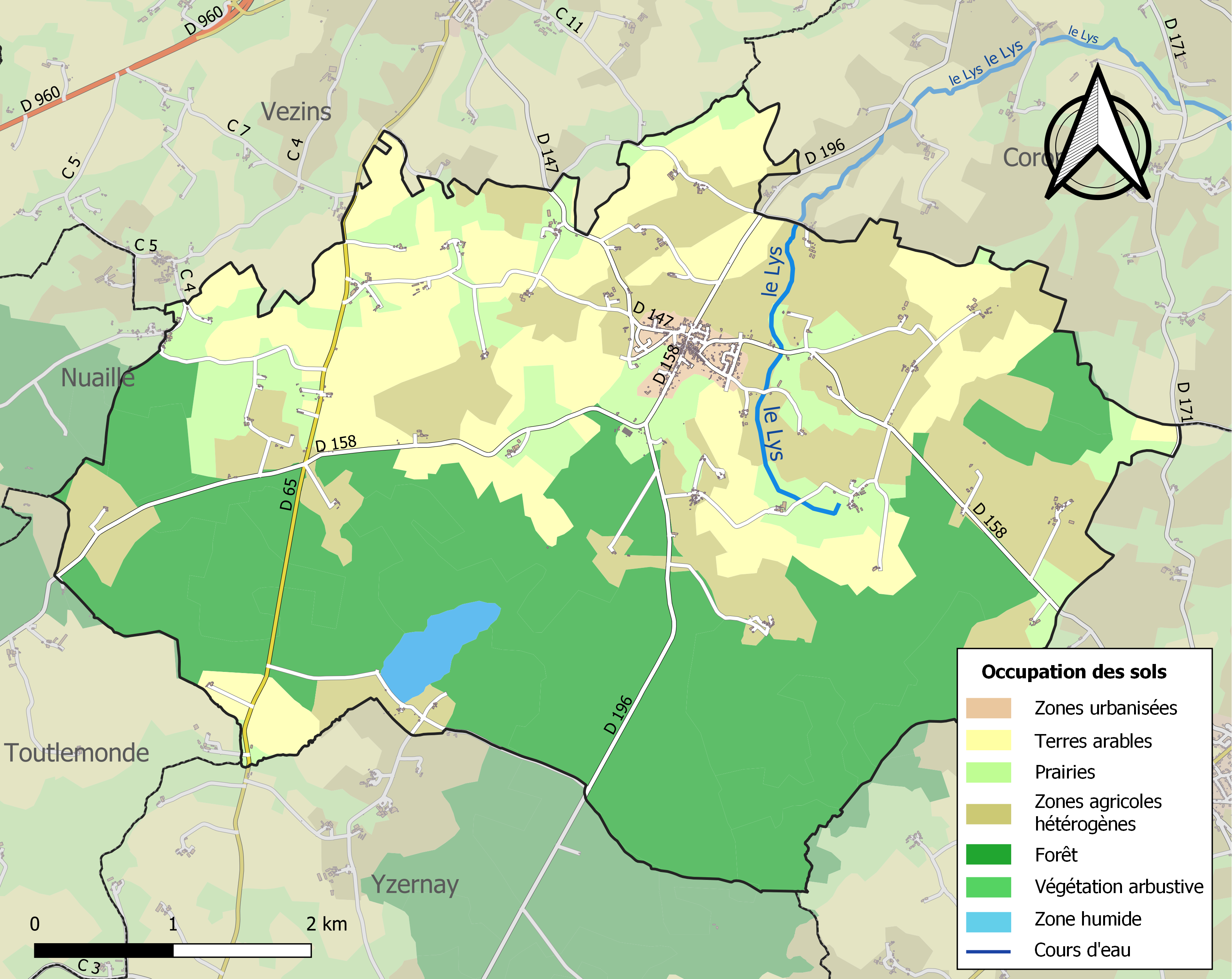
Carte des infrastructures et de l'occupation des sols de la commune en 2018 (CLC).

## Toponymie
Formes anciennes du nom : Ecclesia sancti Michaleti de Cantelu en 1179, Chanteleu en 1250-1280, Chantelou ou Chanteloup jusqu'au début du XXe siècle, puis Chanteloup-les-Bois,.

## Histoire
Durant les guerres de Vendée, une dizaine d'habitant sont tués.
25 habitants perdent la vie pendant la Première Guerre mondiale et trois durant la Seconde.

## Politique et administration

### Administration municipale
| Période                                  | Période                   | Identité                | Étiquette | Qualité          |
| ---------------------------------------- | ------------------------- | ----------------------- | --------- | ---------------- |
|                                          |                           | Pierre Cassin           |           | agent municipal  |
| 1801                                     |                           | Louis Jouet             |           | maire            |
| 1825                                     |                           | Pierre Cassin fils      |           |                  |
| 1836                                     |                           | Pierre Poitout          |           |                  |
| 1845                                     |                           | Jean Gachet             |           |                  |
| 1848                                     |                           | Jean-François Lemercier |           |                  |
| 1852                                     |                           | Jean Drillault          |           |                  |
| 1866                                     |                           | Pierre Brémond          |           |                  |
| 1871                                     |                           | Mathurin Colonnier      |           |                  |
| 1888                                     |                           | François Bitaud         |           |                  |
| 1892                                     |                           | Émile Abellard          |           |                  |
| 1900                                     |                           | Germain Tijou           |           |                  |
| 1912                                     |                           | Émile Guilloux          |           |                  |
| 1925                                     |                           | Joseph Devis            |           |                  |
| 1929                                     |                           | Aimé Tamisier           |           |                  |
| 1947                                     |                           | Prosper Gachet          |           |                  |
| 1953                                     |                           | Louis Jacquet           |           |                  |
| 1983                                     | 1989                      | Gabriel Tétau           |           |                  |
|                                          |                           |                         |           |                  |
| juin 1995                                | mars 2008                 | Gérard Fauconnier       |           | PDG d'imprimerie |
| mars 2008                                | mars 2014                 | Manuel Duwattez         |           | Gérant de gîtes  |
| mars 2014                                | mai 2020                  | Jackie Gélineau         |           |                  |
| mai 2020                                 | En cours (au 29 mai 2020) | Olivier Rio             |           |                  |
| Les données manquantes sont à compléter. |                           |                         |           |                  |

### Intercommunalité
La commune est membre de l'agglomération du Choletais.

## Population et société

### Démographie

#### Évolution démographique
L'évolution du nombre d'habitants est connue à travers les recensements de la population effectués dans la commune depuis 1800. Pour les communes de moins de 10 000 habitants, une enquête de recensement portant sur toute la population est réalisée tous les cinq ans, les populations de référence des années intermédiaires étant quant à elles estimées par interpolation ou extrapolation. Pour la commune, le premier recensement exhaustif entrant dans le cadre du nouveau dispositif a été réalisé en 2008.

En 2022, la commune comptait 712 habitants, en évolution de +0,28 % par rapport à 2016 (Maine-et-Loire : +2,12 %, France hors Mayotte : +2,11 %).
| 1800  | 1806 | 1821 | 1831 | 1836  | 1841  | 1846  | 1851  | 1856  |
| ----- | ---- | ---- | ---- | ----- | ----- | ----- | ----- | ----- |
| 1 008 | 840  | 857  | 997  | 1 029 | 1 050 | 1 086 | 1 134 | 1 102 |

| 1861  | 1866  | 1872  | 1876  | 1881 | 1886 | 1891 | 1896 | 1901 |
| ----- | ----- | ----- | ----- | ---- | ---- | ---- | ---- | ---- |
| 1 132 | 1 108 | 1 059 | 1 018 | 974  | 977  | 908  | 895  | 854  |

| 1906 | 1911 | 1921 | 1926 | 1931 | 1936 | 1946 | 1954 | 1962 |
| ---- | ---- | ---- | ---- | ---- | ---- | ---- | ---- | ---- |
| 830  | 773  | 696  | 681  | 689  | 640  | 634  | 591  | 582  |

| 1968 | 1975 | 1982 | 1990 | 1999 | 2006 | 2008 | 2013 | 2018 |
| ---- | ---- | ---- | ---- | ---- | ---- | ---- | ---- | ---- |
| 542  | 523  | 605  | 664  | 632  | 670  | 681  | 712  | 690  |

| 2022 | - | - | - | - | - | - | - | - |
| ---- | - | - | - | - | - | - | - | - |
| 712  | - | - | - | - | - | - | - | - |

#### Pyramide des âges
La population de la commune est relativement jeune.
En 2018, le taux de personnes d'un âge inférieur à 30 ans s'élève à 32,2 %, soit en dessous de la moyenne départementale (37,2 %). À l'inverse, le taux de personnes d'âge supérieur à 60 ans est de 28,5 % la même année, alors qu'il est de 25,6 % au niveau départemental.
En 2018, la commune comptait 351 hommes pour 339 femmes, soit un taux de 50,87 % d'hommes, largement supérieur au taux départemental (48,63 %).
Les pyramides des âges de la commune et du département s'établissent comme suit.
| Hommes | Classe d’âge | Femmes |
| ------ | ------------ | ------ |
| 0,9    | 90 ou +      | 0,0    |
| 7,1    | 75-89 ans    | 8,3    |
| 20,5   | 60-74 ans    | 20,4   |
| 22,5   | 45-59 ans    | 21,5   |
| 17,7   | 30-44 ans    | 16,8   |
| 11,7   | 15-29 ans    | 13,6   |
| 19,7   | 0-14 ans     | 19,5   |

| Hommes | Classe d’âge | Femmes |
| ------ | ------------ | ------ |
| 0,9    | 90 ou +      | 2,1    |
| 7      | 75-89 ans    | 9,5    |
| 16,2   | 60-74 ans    | 16,9   |
| 19,4   | 45-59 ans    | 18,7   |
| 18,2   | 30-44 ans    | 17,5   |
| 18,8   | 15-29 ans    | 17,6   |
| 19,5   | 0-14 ans     | 17,6   |

## Économie
Dans les années 1960, on y trouve 17 exploitations agricoles moyennes (polyculture et élevage), du commerce de bestiaux, de bois, une manufacture de pantoufles et une briqueterie.
En 2010, sur 56 établissements présents sur la commune, 45 % relèvent du secteur de l'agriculture (pour une moyenne de 17 % sur le département), 2 % du secteur de l'industrie, 11 % du secteur de la construction, 38 % de celui du commerce et des services et 5 % du secteur de l'administration et de la santé. Cinq ans plus tard, en 2015, sur les 51 établissements présents, 37 % relèvent du secteur de l'agriculture (pour une moyenne de 11 % sur le département), 2 % du secteur de l'industrie, 12 % de celui de la construction, 37 % du secteur du commerce et des services et 12 % de celui de l'administration et de la santé.

## Culture locale et patrimoine

### Lieux et monuments
- Église Saint-Michel ;
- Moulins à vent de Péronne.

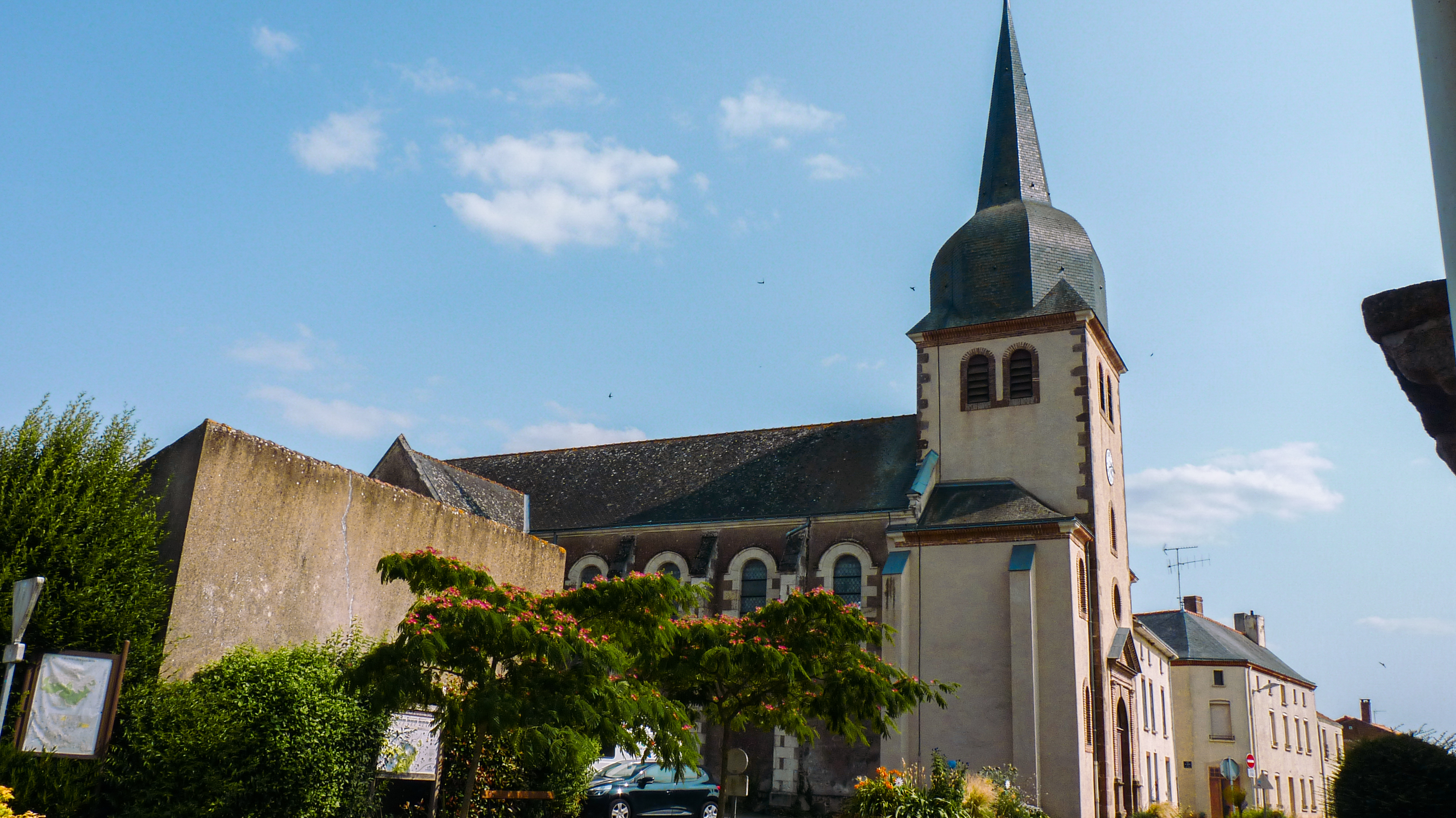
Église Saint-Michel.
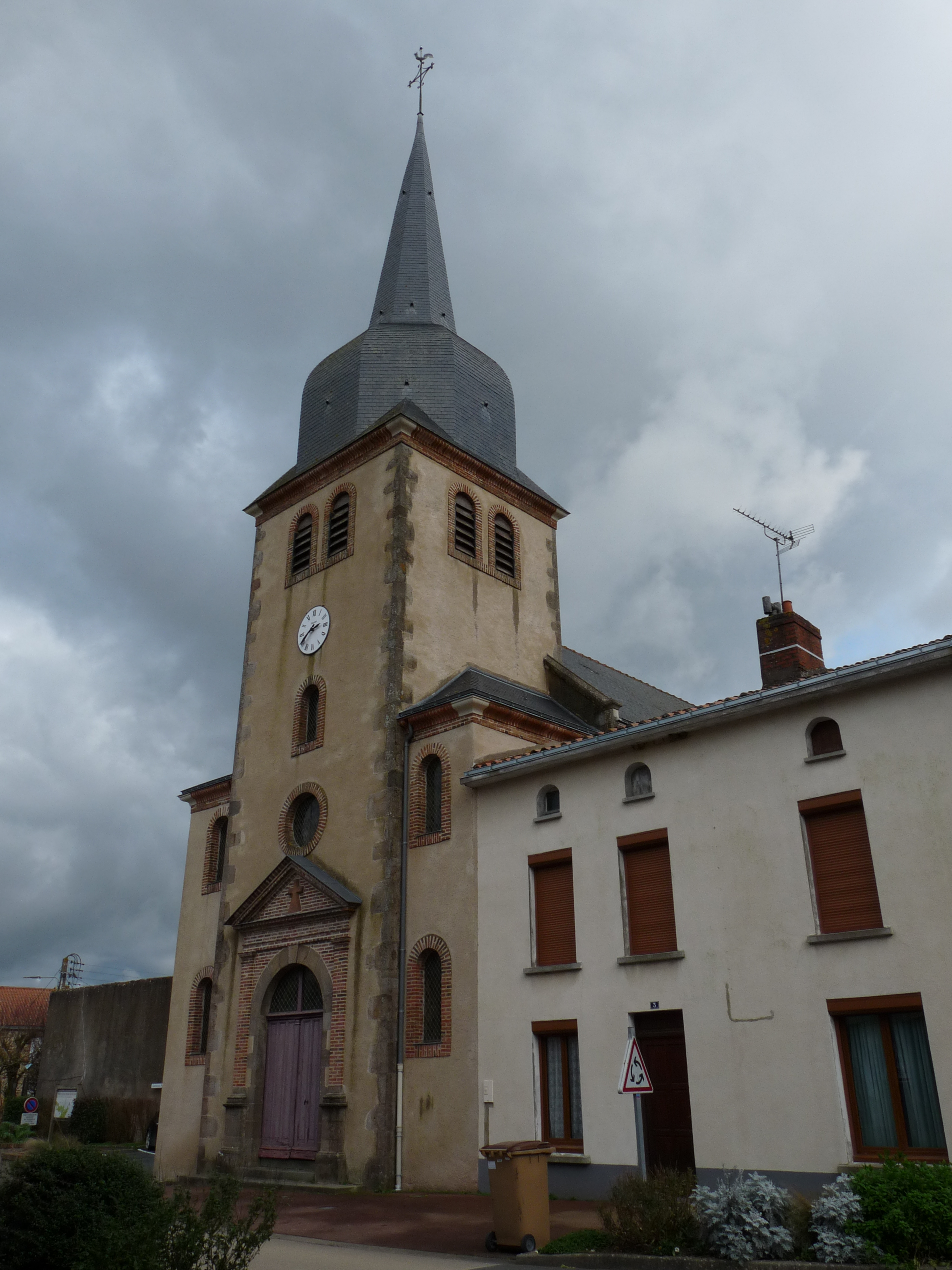
Clocher de l'église.
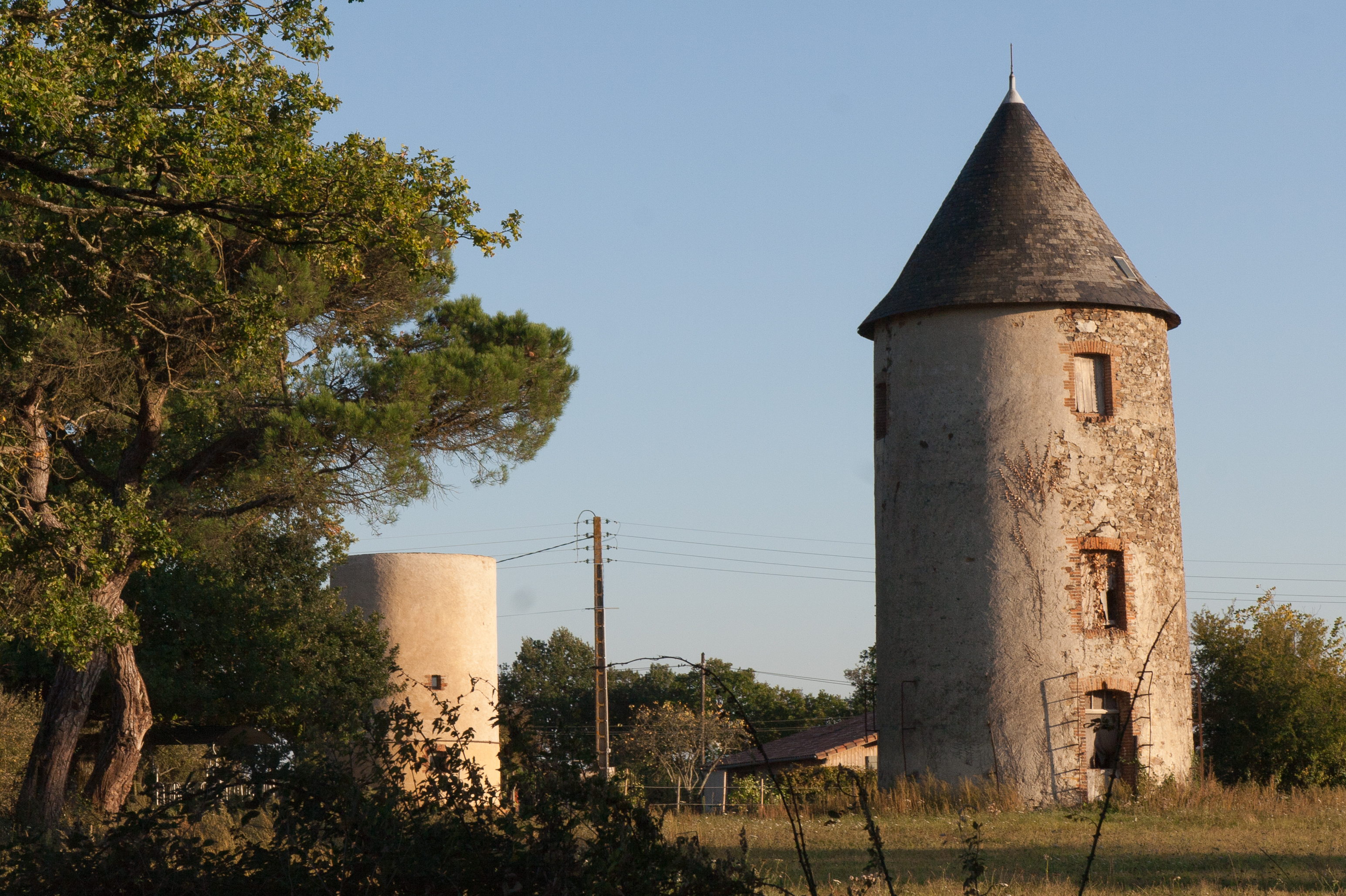
Moulins de Péronne.

### Personnalités liées à la commune
- Gérard Saclier de La Bâtie (1925-2006), généalogiste et militant royaliste français.